# Tang Shu Yu

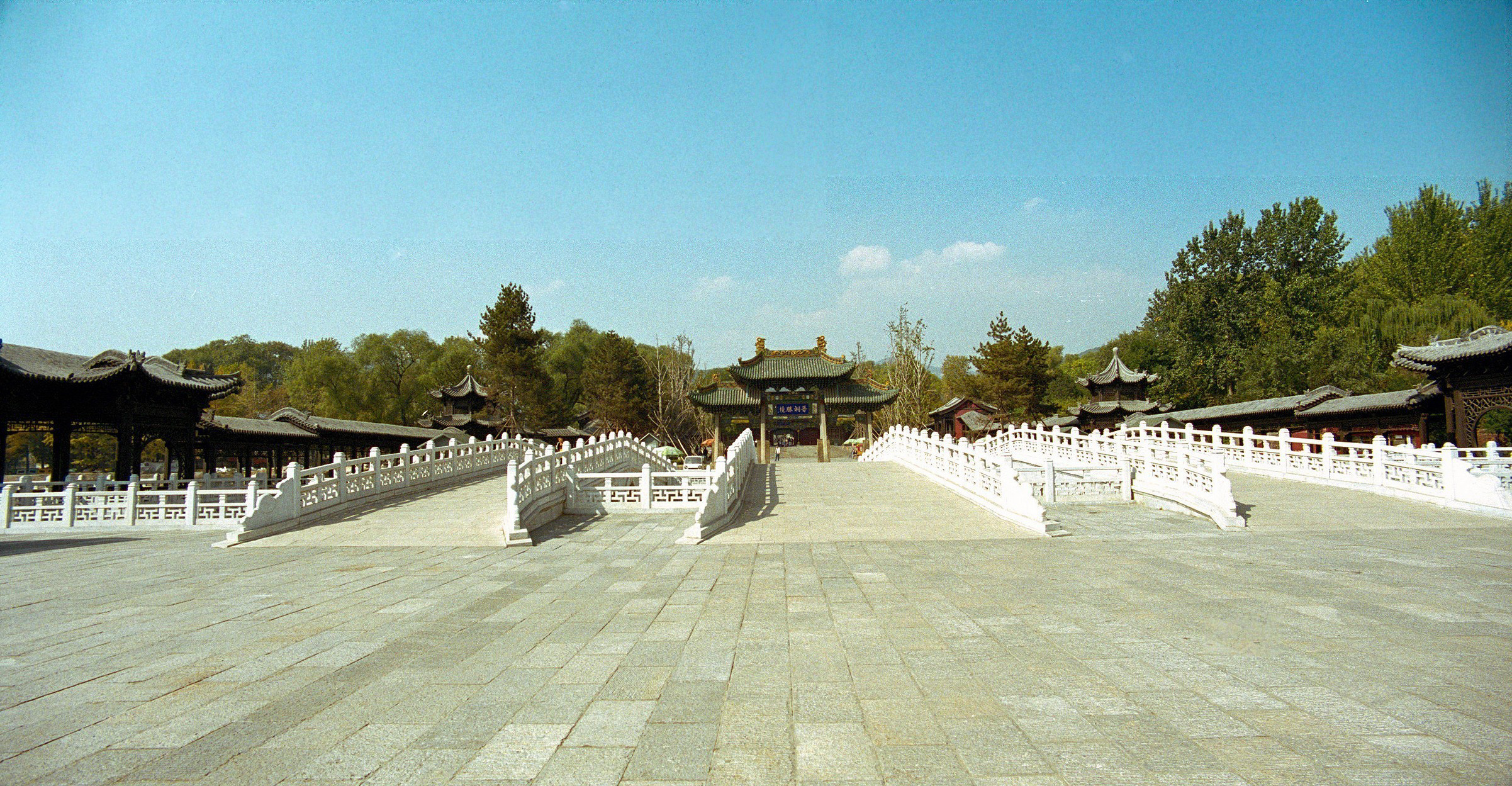
Le sanctuaire de Jin dédié à Shu Yu

Tang Shu Yu (chinois: 唐叔虞, Hanyu pinyin: Táng Shū Yú ou Yu, [Royal] Oncle de Tang), nom (姓): Ji (姬) prénom (名): Yu (虞), et Ziyu (子於), fut le fondateur de l'État de Tang au début de la Dynastie Zhou (1046 av. J.-C. - 771 av. J.-C.) de la Chine ancienne. L'État de Tang sera plus tard renommé Jin par le fils et successeur de Shu Yu, Xie. Il était le fils du roi Zhou Wuwang et Yi Jiang et le frère cadet du roi Zhou Chengwang,.
Peu de temps après l'établissement de la dynastie Zhou, le roi Wu de Zhou est mort. Son fils, le prince Song, monta sur le trône et devint le roi Cheng de Zhou. Comme il était très jeune et trop inexpérimenté pour diriger la dynastie nouvellement fondée, son oncle, le Duc de Zhou, servit de régent et s'occupa de toutes les affaires politiques jusqu'à ce que le roi Cheng de Zhou devienne assez vieux pour régner. L'année où le roi Cheng de Zhou est monté sur le trône, les habitants d'un pays appelé Tang (唐) se sont rebellés, alors le duc de Zhou les a conquis.
Selon les archives du Grand Historien, un jour, le roi Cheng de Zhou jouait avec son jeune frère, le prince Yu. Le roi Cheng de Zhou a soudainement pris une feuille d'arbre parasol et l'a donnée au prince Yu. Puis il a dit avec espièglerie: "Que ceci soit une preuve que je ferai de vous un seigneur féodal." Le prince Yu a heureusement obtenu la feuille et il l'a ensuite dit au duc de Zhou. Le duc de Zhou pensait que tout ce que disait le jeune roi Cheng de Zhou ne devait pas être pris à la légère puisqu'il était le roi.
Le duc de Zhou s'approcha du jeune roi et lui demanda si c'était vrai. Le jeune roi a dit qu'il plaisantait juste avec son frère. Puis le duc de Zhou a répondu: "Un souverain ne doit pas plaisanter sur les choses qu'il dit et faire ce qu'il a dit." Le jeune roi a pensé que c'était raisonnable et a donné la terre récemment conquise appelée Tang, à l'ouest du comté moderne de Xian de Yicheng dans le Shanxi, à son frère, le prince Yu.
Le fils et successeur de Xie, a déplacé la capitale Jiang (绛) plus près de la rivière Jin et a renommé l'état Jin.
Jinci était un sanctuaire à Taiyuan dédié à Shu Yu. C'est un site historique et culturel majeur protégé au niveau national en République populaire de Chine.